# Monopol magnetyczny
Monopol magnetyczny – hipotetyczna cząstka wprowadzona w 1931 przez Paula Adriena Maurice’a Diraca, posiadająca tylko jeden biegun magnetyczny.
Ładunki magnetyczne pojawiały się w pierwszych podejściach do magnetostatyki, analogicznych do elektrostatyki. Jako masa magnetyczna pojęcie to wciąż jest czasem używane do celów praktycznych. W rzeczywistości nie zaobserwowano żadnego monopolu magnetycznego, chociaż byłoby to uzasadnione teoretycznie.

## Monopol magnetyczny a równania Maxwella
Równania Maxwella wyrażają związki pola elektrycznego i magnetycznego z prądem i ładunkiem elektrycznym. Równania te są w znacznym stopniu (ale nie całkowicie) symetryczne ze względu na zamianę pola elektrycznego na magnetyczne; z symetrii tej można by wnioskować, że istnieją ładunki magnetyczne odpowiadające znanym ładunkom elektrycznym.
Gdyby istniały ładunki magnetyczne {\displaystyle \rho _{m},} to wytwarzałyby one „prąd magnetyczny” {\displaystyle J_{m}.} Nowe równania Maxwella powinny uwzględnić te ładunki i prądy, równania te byłyby w pełni symetryczne.
| Nazwa prawa                                  | Zwykłe równania | Równania z ładunkami magnetycznymi                                                                                                | Równania z ładunkami magnetycznymi |
| Nazwa prawa                                  | Zwykłe równania | Wariant 1 | Wariant 2 |
| -------------------------------------------- | --- | --- | --- |
| Prawo Gaussa:                                | {\displaystyle \nabla \cdot \mathbf {E} ={\frac {\rho _{e}}{\epsilon _{0}}}}                                                      | {\displaystyle \nabla \cdot \mathbf {E} ={\frac {\rho _{e}}{\epsilon _{0}}}}                                                      | {\displaystyle \nabla \cdot \mathbf {E} ={\frac {\rho _{e}}{\epsilon _{0}}}}                                                                           |
| Prawo Gaussa dla magnetyzmu:                 | {\displaystyle \nabla \cdot \mathbf {B} =0}                                                                                       | {\displaystyle \nabla \cdot \mathbf {B} =\mu _{0}c\rho _{m}}                                                                      | {\displaystyle \nabla \cdot \mathbf {B} =\mu _{0}\rho _{m}}                                                                                            |
| Prawo indukcji elektromagnetycznej Faradaya: | {\displaystyle \nabla \times \mathbf {E} =-{\frac {\partial \mathbf {B} }{\partial t}}}                                           | {\displaystyle \nabla \times \mathbf {E} =-{\frac {\partial \mathbf {B} }{\partial t}}-\mu _{0}c\mathbf {J} _{m}}                 | {\displaystyle \nabla \times \mathbf {E} =-{\frac {\partial \mathbf {B} }{\partial t}}-\mu _{0}\mathbf {J} _{m}}                                       |
| Prawo Ampère’a (z rozszerzeniem Maxwella):   | {\displaystyle \nabla \times \mathbf {B} ={\frac {1}{c^{2}}}{\frac {\partial \mathbf {E} }{\partial t}}+\mu _{0}\mathbf {J} _{e}} | {\displaystyle \nabla \times \mathbf {B} ={\frac {1}{c^{2}}}{\frac {\partial \mathbf {E} }{\partial t}}+\mu _{0}\mathbf {J} _{e}} | {\displaystyle \nabla \times \mathbf {B} =\mu _{0}\epsilon _{0}{\frac {\partial \mathbf {E} }{\partial t}}+\mu _{0}\mathbf {J} _{e}}                   |
| Siła Lorentza:                               | {\displaystyle \mathbf {F} =q_{e}(\mathbf {E} +\mathbf {v} \times \mathbf {B} )}                                                  | | {\displaystyle \mathbf {F} =q_{e}(\mathbf {E} +\mathbf {v} \times \mathbf {B} )+q_{m}(\mathbf {B} -{\frac {1}{c^{2}}}\mathbf {v} \times \mathbf {E} )} |

| Nazwa prawa                                  | Zwykłe równania                                                                                         | Równania z ładunkami magnetycznymi                                                                                                   |
| Nazwa prawa                                  | Zwykłe równania                                                                                         | Wariant 3 |
| -------------------------------------------- | --- | --- |
| Prawo Gaussa:                                | {\displaystyle \nabla \cdot \mathbf {D} =\rho _{e}}                                                     | {\displaystyle \nabla \cdot \mathbf {D} =\rho _{e}}                                                                                  |
| Prawo Gaussa dla magnetyzmu:                 | {\displaystyle \nabla \cdot \mathbf {B} =0}                                                             | {\displaystyle \nabla \cdot \mathbf {B} =\rho _{m}}                                                                                  |
| Prawo indukcji elektromagnetycznej Faradaya: | {\displaystyle \nabla \times \mathbf {E} =-{\frac {\partial \mathbf {B} }{\partial t}}}                 | {\displaystyle \nabla \times \mathbf {E} =-{\frac {\partial \mathbf {B} }{\partial t}}-\mathbf {J} _{m}}                             |
| Prawo Ampère’a (z rozszerzeniem Maxwella):   | {\displaystyle \nabla \times \mathbf {H} ={\frac {\partial \mathbf {D} }{\partial t}}+\mathbf {J} _{e}} | {\displaystyle \nabla \times \mathbf {H} ={\frac {\partial \mathbf {D} }{\partial t}}+\mathbf {J} _{e}}                              |
| Siła Lorentza:                               | {\displaystyle \mathbf {F} =q_{e}(\mathbf {E} +\mathbf {v} \times \mathbf {B} )}                        | {\displaystyle \mathbf {F} =q_{e}(\mathbf {E} +\mathbf {v} \times \mathbf {B} )+q_{m}(\mathbf {H} -\mathbf {v} \times \mathbf {D} )} |

Z powyższego wynika, że równania Maxwella można przekształcić tak, by zawierały ładunek magnetyczny, podobnie jak zawierają ładunek elektryczny, a użytą wielkość określać jako monopol magnetyczny. Jak dotąd nie znaleziono przypadku, w którym dodatkowe człony w równaniach byłyby potrzebne, co oznacza, że nie wykryto monopolu magnetycznego.
Przy porównywaniu wzorów należy uwzględnić, że w próżni
{\displaystyle {\frac {1}{c^{2}}}=\mu _{0}\epsilon _{0}}
{\displaystyle \mathbf {D} =\epsilon _{0}\mathbf {E} }
{\displaystyle \mathbf {B} =\mu _{0}\mathbf {H} }

## Przesłanki teoretyczne
Mimo że żadne doświadczenie nie wykazało istnienia monopoli, to wskazuje na to poważna przesłanka teoretyczna. Paul Dirac wykazał, że istnienie choćby jednego monopolu magnetycznego we Wszechświecie wyjaśnia problem skwantowania ładunku elektrycznego. Ładunek magnetyczny monopolu jest związany z ładunkiem elektrycznym prostą zależnością:
{\displaystyle {\frac {q_{e}q_{m}}{h}}\in \mathbb {Z} }
(w wariancie 2 {\displaystyle {\frac {\mu _{0}q_{e}q_{m}}{h}}\in \mathbb {Z} })
gdzie h jest stałą Plancka, a {\displaystyle \mathbb {Z} } oznacza zbiór liczb całkowitych. Zależność ta oznacza, że ładunek elektryczny i magnetyczny są całkowitymi wielokrotnościami pewnych elementarnych wartości, a minimalny możliwy ładunek monopolu jest odwrotnością ładunku elementarnego, pomnożoną przez h.
Istnienie monopoli magnetycznych jako solitonów przewidują wszystkie teorie wielkiej unifikacji z prostymi lub półprostymi grupami cechowania (nieposiadającymi podgrupy przemiennej U(1), takiej jak w grupie SU(3) × SU(2) × U(1) Modelu Standardowego). Monopole magnetyczne, jeśli istnieją, są cząstkami bardzo masywnymi. Mogły one powstać we wczesnych etapach ewolucji Wszechświata, w związku z czym do dziś prowadzone są eksperymenty mające na celu wykrycie monopolu w promieniowaniu kosmicznym. Jak dotąd żaden z nich nie potwierdził istnienia tych cząstek. Wyjaśnienie tego tak zwanego problemu monopoli magnetycznych jest jednym z celów hipotezy inflacji.

## Monopol magnetyczny w fizyce ciała stałego
W 2009 roku badacze z Helmholtz Centre Berlin przy współpracy z uczonymi z Drezna, St. Andrews, La Plata i Oxfordu, zaobserwowali pojawianie się monopoli magnetycznych w tytanianie dysprozu (Dy2Ti2O7) w niskich temperaturach (0,6 – 2 K). Nie są to jednak cząstki elementarne, opisywane w teoriach unifikacji, ale emergentne kwazicząstki. Monopole pojawiają się tutaj na skutek specyficznego ustawienia dipoli, a nie ich rozdzielenia.
W 2013 roku grupa z Uniwersytetów w Kolonii, Monachium i Dreźnie doniosła o otrzymaniu emergentnych monopoli w inny sposób, poprzez łączenie innych kwazicząstek, tzw. skyrmionów, stanowiących wiry pola magnetycznego o nanometrowej skali. Skyrmiony wpływają na ruch cząstek naładowanych (elektronów) w ten sam sposób, co pole magnetyczne, zatem można było je obserwować przy użyciu mikroskopu sił magnetycznych. Emergentny monopol pojawiał się w miejscu zetknięcia dwóch skyrmionów.